# Realistic Trash Polka
Realistic Trash Polka ist ein Tattoostil, der von den beiden Tätowierern und Musikern Simone Pfaff und Volker Merschky in Würzburg ausgeführt wird.

## Geschichte
Der Tattoostil wurde durch die beiden Tätowierer schrittweise seit 1998 in ihrem Buena Vista Tattoo Club entwickelt und „Realistic Trash Polka“ genannt. Er gilt als „hoch innovativ und technisch perfekt“. Der Stil verzichtet weitestgehend auf klassische Tattoomotive und Darstellungsweisen. Es werden für die Tattooszene untypische Motive verwendet und mit teils an die Malerei angelehnten Stilen verbunden. Der Realistic Trash Polka-Stil ist inzwischen international bekannt und wird bereits von anderen Tätowierern kopiert und nachgeahmt.

## Technik
Charakteristisch für den Realistic Trash Polka-Stil sind Tattoos, die eine Kombination aus naturalistischen bzw. fotorealistischen Motiven mit grafischen Elementen darstellen.
Fotorealistische Porträts in detaillierter Darstellung werden in Verbindung mit einfachen grafischen Elementen wie teils großen schwarzen Flächen, Pinselstrichen, oder auch abstrakten Formen gezeigt. Die Tattoos sind oftmals in schwarz-grau und rot gehalten, wobei auch andere Farben zum Einsatz kommen. Es wird hierbei jedoch häufig auf die Verwendung von in der Kunst bekannten Farbkontrasten gesetzt, wie beispielsweise einem Komplementärkontrast, um einen speziellen optischen Effekt zu erzeugen.

## Außenwahrnehmung
- „Simone Pfaff und Volker Merschky sind Pioniere des zeitgenössischen Tattoos und zählen mit zu den einflussreichsten Tätowierern der Welt. In ihrem Würzburger Tattoo-Studio haben sie ihren ganz eigenen Stil entwickelt, der sich von den klassischen Motiven gänzlich unterscheidet. Sie nennen ihre Arbeiten ‚Trash Polka‘ …“[8] Bayerisches Fernsehen, Sendung am 22. Juni 2014.
- „Der ‚Buena Vista Tattoo Club‘ in Würzburg hat mit seinen ganz eigenen Motiv-Kreationen weltweit Berühmtheit erlangt und etwas geschafft, was nur wenigen gelingt - einen vollständig eigenen Tattoo-Stil zu erfinden, der inzwischen viele andere Tätowierer beeinflusst. Das Konzept nennt sich ‚Trash Polka‘, Volker Merschky und Simone Pfaff tätowieren es nicht nur - sie leben es …“[9] Computer Bild vom 24. August 2014, S. 88.
- „Über ihren Stil berichten seit drei, vier Jahren die entsprechenden Fachmagazine weltweit von Deutschland über Spanien, England bis hin zu Russland und Japan. Realistic Trash Polka haben Merschky und Pfaff das getauft, was sie unverwechselbar macht und nichts mit dem zu tun hat, was man gemeinhin mit Tätowierungen assoziiert: fotorealistische Motive, gepaart oder verfremdet mit grafischen Elementen, dazu Schrift.“[10]   Monografischer Artikel in: Die Welt kompakt vom 13. Dezember 2010
- „Over 15 years, Simone Pfaff and Volker Merschky have developed a completely new style of tattooing, ‚realistic trash polka‘, which combines realistic images with graphic elements. Much of their work makes use of striking contrasts between …“[11]
- Vom 17. Juni bis 9. Juli 2014 wurden die Arbeiten in der Hochschule für angewandte Wissenschaften Würzburg-Schweinfurt unter dem Titel  „Trash Polka“: Simone Pfaff und Volker Merschky – eine fotografische Werkschau ausgestellt.[12]
- Vom 8. Oktober bis 9. November 2015: Skin Stories, Gruppenausstellung in der kunst galerie fürth; u. a. mit Timm Ulrichs, Wim Delvoye[13] und Manfred Kohrs.[14]

## MusikprojektDobbs Dead
Dobbs Dead ist das Musikprojekt der beiden Künstler.
Ihre Musik, die amerikanische Folk- und Country-Musik mit europäischen Einflüssen vereint und von einer düsteren, tiefen Melancholie geprägt ist, bezeichnen sie als „post mortem Folk“.
Auf ihrem Debütalbum Birth, welches die beiden im Herbst des Jahres 2010 in Eigenregie fertigstellen konnten, befinden sich 11 Lieder, bei denen es sich ausschließlich um Eigenkompositionen handelt.
Mit ihrem Musikprojekt treten sie auch regelmäßig mit wechselnder Besetzung live auf. Für diese Auftritte wurden alle Lieder von Volker Merschky neu arrangiert. Streicher wurden durch Slide-Gitarre und Ukulele ersetzt. Unterstützt werden Simone Pfaff (Harmonium / Gesang) und Volker Merschky (Gitarre / Gesang / Harp / Schlagzeug) bei ihren Auftritten von Dieter Engelhardt (Slide-Gitarre / Ukulele) und Tommi Neubauer (Bass).

### Bücher
- Lal Hardy: The Mammoth Book of Tattoo Art.[18]
- Chris Coppola, Frédéric Claquin, Kitiza: Tattooisme 2.[19]
- La Veine Graphique. Vol. 2[20]
- Edgar Hoill: Day of the Dead Tattoo Artwork Collection.[21]
- Black Tattoo Art. 2.[22][23]
- Anna Felicity Friedman: The World Atlas of Tattoo.[24]
- Hk Dimitri Hk, D. Steph, San Benjo: Tattoo Handbook. 2.[25]
- Tattoo Prodigies. 2.[26]
- Tattooing Über Alles. Vol. 1. The Germans.[27]

### Zeitschriften
- TattooFest (Polen) September 2008[28]
- TätowierMagazin (Deutschland) Oktober 2006[29]
- Total Tattoo Magazine (Großbritannien) April 2009[30]
- Tattoo Burst Magazine (Japan) September 2009 & Juli 2012[31]
- Custom Tattooz (Australien) August 2009[32]
- Skin Deep Tattoo Magazine (Vereinigtes Königreich) Oktober 2010[33]

### Museumskataloge
- Tattoo Forever Rom - Gangemi Editore International Publishing[34][35][36]
- Time Tattoo Art Today – Somerset House London – Tattoo Life Production[37]
- Tätowierung in der Kunst – Museum Villa Rot Burgrieden - Stuttgart[38]